# Cryphoeca lichenum
Cryphoeca lichenum är en spindelart som beskrevs av Ludwig Carl Christian Koch 1876. Cryphoeca lichenum ingår i släktet Cryphoeca och familjen panflöjtsspindlar. Utöver nominatformen finns också underarten C. l. nigerrima.